# Folketingswahl 1929
- Social.: 61
- Rad. V.: 16
- Retsf.: 3
- Sonst.: 2
- Venstre: 43
- Kons.: 24

Die Folketingswahl 1929 am 24. April war die 38. Wahl zum Folketing, der zweiten Kammer des dänischen Parlaments. Ausgeschrieben wurde die Wahl am 22. März desselben Jahres. Die Sozialdemokraten gewonnen über vier Prozentpunkte dazu und gewannen die Regierungsmacht zurück, die Konservativen verloren vier Prozentpunkte. Thorvald Stauning wurde erneut Ministerpräsident und bildete die Regierung Stauning II zusammen mit der Radikale Venstre.

## Wahlmodus
Wahlberechtigt zur Folketingswahl waren alle dänischen Staatsbürger, die das 25. Lebensjahr vollendet hatten und einen Wohnsitz in Dänemark besaßen. Ein Mandat wurde auf den Färöern verteilt, 148 Mandate wurden im übrigen Dänemark in einer Verhältniswahl vergeben. Dabei wurden zunächst 117 so genannte Wahlkreismandate (kredsmandater) auf die 23 Groß- und Amtskreise (stor- og amtskredse) aufgetrennt und dort nach dem regionalen Stimmverhältnis verteilt. Anschließend wurden landesweit nochmals weitere 31 Ausgleichsmandate (tillægsmandater) ausgegeben, um den Stimmverhältnissen möglichst nahe zu kommen. Für diese Mandatsverteilung kamen jedoch nur Parteien in Betracht, die ein Wahlkreismandat errungen hatten oder in mindestens einem der drei Landesteile die Stimmzahl erreicht haben, die dem Anteil der gültigen Stimmen pro zu vergebendem Mandat entspricht.

## Ergebnisse

### Dänemark
Die Slesvigske Parti trat ausschließlich im Amtskreis Haderslev an.
| Partei                                             | Stimmen   | Prozent   | ± %       | Sitze     | ± Sitze   |
| -------------------------------------------------- | --------- | --------- | --------- | --------- | --------- |
| Socialdemokratiet Sozialdemokraten                 | 593.191   | 41,8 %    | +4,6      | 61        | ▲ 8       |
| Venstre Liberale Partei                            | 402.121   | 28,3 %    | +0,0      | 43        | ▼ 3       |
| Det Konservative Folkeparti Konservative           | 233.935   | 16,5 %    | −4,1      | 24        | ▼ 6       |
| Det Radikale Venstre Sozialliberale                | 151.746   | 10,7 %    | −0,6      | 16        | ▬ 0       |
| Danmarks Retsforbund Gerechtigkeitsbund            | 025.810   | 01,8 %    | +0,5      | 03        | ▲ 1       |
| Slesvigske Parti Schleswigsche Partei              | 009.787   | 00,7 %    | −0,1      | 01        | ▬ 0       |
| Danmarks Kommunistiske Parti Kommunistische Partei | 003.656   | 00,2 %    | −0,2      | 0         | –         |
|                                                    |           |           |           |           |           |
| Wahlberechtigte                                    | 1.786.092 | 1.786.092 | 1.786.092 | 1.786.092 | 1.786.092 |
| Abgegebene Stimmen                                 | 1.423.150 | 1.423.150 | 1.423.150 | 1.423.150 | 1.423.150 |
| Gültige Stimmen                                    | 1.420.246 | 1.420.246 | 1.420.246 | 1.420.246 | 1.420.246 |
| Wahlbeteiligung                                    | 79,7 %    | 79,7 %    | 79,7 %    | 79,7 %    | 79,7 %    |

### Färöer
Auf den Färöern wurde abweichend am 29. Mai gewählt. Als Vertreter von den Atlantikinseln zog erneut Andrass Samuelsen in den Folketing ein. 
| Kandidat                                    | Stimmen | Prozent |
| ------------------------------------------- | ------- | ------- |
| Andrass Samuelsen (Sambandsflokkurin)       | 3.486   | 55,6 %  |
| Símun Pauli úr Konoy (Sjálvstýrisflokkurin) | 2.780   | 44,4 %  |
|                                             |         |         |
| Wahlberechtigte                             | 10.837  | 10.837  |
| Abgegebene Stimmen                          | 6.283   | 6.283   |
| Gültige Stimmen                             | 6.266   | 6.266   |
| Wahlbeteiligung                             | 58,0 %  | 58,0 %  |